# Dicrostonyx hudsonius
Dicrostonyx hudsonius — вид ссавців з родини Arvicolidae.

## Проживання
Країни проживання: Канада (Лабрадор, Нунавут, Квебек). Цей вид зустрічається в арктичній тундрі від рівня моря до 1000 м над рівнем моря. 

## Фізичні характеристики
Має коротке кремезне тіло вкрите буро-сірим хутром з тонкою чорною смугою вздовж спини і жовтими лініями уздовж боків. Має невеликі вуха, короткі ноги і дуже короткий хвіст. Має червонуватий комір на грудях. Має великі копальні кігті на передніх лапах. Взимку хутро стає білим. Довжина тіла 14 см, хвоста — 1,5 см, вага близько 60 гр. 

## Поведінка
Шлюбний сезон зазвичай триває з початку березня до початку вересня. Вагітність триває 22-26 днів. У виводку 1—7, в середньому 4—5 дитинчат. Самиці можуть мати 2—3 виводки на рік. Самиці стають статевозрілими протягом одного місяця, самці в 1,5 місяця. Живуть невеликими колоніями. Літній раціон складається з трав і ягід, взимку з бруньок і кори дерев. Вони є активними вдень / вночі протягом року.  Хижаки: сова біла, песець і куницеві.